# Зельковиці
Зельковиці (пол. Zielkowice) — село в Польщі, у гміні Лович Ловицького повіту Лодзинського воєводства.
Населення — 905 осіб (2011).
У 1975-1998 роках село належало до Скерневицького воєводства.

## Демографія
Демографічна структура станом на 31 березня 2011 року:
|          | Загалом | Допрацездатний вік | Працездатний вік | Постпрацездатний вік |
| -------- | ------- | ------------------ | ---------------- | -------------------- |
| Чоловіки | 435     | 84                 | 306              | 45                   |
| Жінки    | 470     | 80                 | 278              | 112                  |
| Разом    | 905     | 164                | 584              | 157                  |